# ダニエル・フォール

ダニエル・フォール
(画) ヴィルヘルム・ベンズ

ダニエル・フォール（Daniel Fohr、1801年5月13日 - 1862年 6月25日）はドイツ画家である。バーデン大公国で宮廷画家を務めた。

## 略歴
ハイデルベルクで生まれた。兄のカール・フィリップ・フォール (1795-1818)も才能を認められた画家であったが、ダニエルが17歳の時ローマで亡くなった。高校時代は科学を学んでいたが、風景画家のカール・ロットマン(1797-1850)や画家の友人がライン川やモーゼル川で絵を描くのに同行し、卒業すると画家になることに決めた。1825年までハイデルベルクで修行した後、ミュンヘン美術院で兄の友人でもあったペーター・フォン・コルネリウスに学んだ。
1839年からミュンヘンで風景画家として働いた後、バーデン大公国の宮廷画家に任じらた後、1839年からカールスルーエなどに住み、1850年からバーデン＝バーデンで、宮廷画家として働いた。美術作品の収集家としても働いた。
友人となったアウグスト・ルーカス(August Lucas:1803-1863）とともに兄の風景画のスタイルから、「ミュンヘン派」と呼ばれるマックス・ヨゼフ・ヴァーゲンバウアー(Max Josef Wagenbauer: 1775-1829)らの風景画のスタイルの影響を受けて、より明るい色彩の風景画を描くようになった。

## 作品
- Schloss Neu-Eberstein
- 「ハイデルベルク」(c.1829)
- 風景画 (1837)